# Grundform (Grammatik)
Die Bezeichnung Grundform wird in der Grammatik in verschiedenen Zusammenhängen für eine Zitierform, eine nicht erweiterte oder eine nicht abgewandelte Erscheinungsform einer sprachlichen Einheit verwendet. 
Zum einen kann als „Grundform“ die Erscheinungsform eines Wortes bezeichnet werden, die für einen Eintrag (Lemma) in Wörterbüchern verwendet wird (Zitierform). Da im Deutschen als Zitierform des Verbs der Infinitiv verwendet wird, ist mit „Grundform“ oft einfach der Infinitiv gemeint. Der Infinitiv ist aber nicht als solcher eine Grundform, denn für manche Sprachen werden auch andere Wortformen für den Wörterbucheintrag benutzt (zum Beispiel die 1. Person Singular für Verben in vielen Lateinwörterbüchern).
Der Infinitiv ist außerdem selbst eine zusammengesetzte Flexionsform des Verbs, kein einfacher Wortstamm. In anderen Zusammenhängen kann aber mit „Grundform“ gerade auch ein nicht erweitertes oder nicht weiter abgeleitetes grammatisches Element gemeint sein, etwa der Wortstamm, der übrigbleibt wenn Flexionsendungen abgezogen werden und der auch als die einfachste Wortform direkt auftreten kann: „Dummheit“ als Grundform im Vergleich zum Plural „Dummheiten“.
Auch der Positiv als die einfache, nicht gesteigerte Form des Adjektivs wird als „Grundform des Adjektivs“ bezeichnet (selbst wenn es dabei anderweitige Flexionsformen trägt).